# Río Abaucán
De Río Abaucán is een rivier die stroomt door de provincies Catamarca en La Rioja in Argentinië. Ze wordt plaatselijk ook Rio Salado, Colorado of Bermejo genoemd.
De rivier stroomt in een gesloten bekken. Ze wordt gevoed door smeltwater uit de hoge Andes. Ze begint in het noorden van het departement Tinogasta in Catamarca bij Fiambalá, waar verschillende bergstromen samenvloeien. Ze stroomt voorbij de stad Tinogasta in zuidwestelijke richting. Verder vormt ze de zuidoostelijke grens van de zoutvlakte Salar de Pipanaco. Ze stroomt hier ongeveer op dezelfde hoogte van de zoutvlakte en wanneer de stromen in de zoutvlakte sterk gevoed worden, kan die overstromen in de rivier en het zoutgehalte daarvan sterk verhogen. Het omgekeerde is ook mogelijk. 
Voorbij de Pipanaco stroomt de rivier doorheen de nauwe Quebrada de la Cébila tussen de bergketens Sierra de Ambato en Sierra de Velasco naar de provincie La Rioja. Ze verdwijnt uiteindelijk in het woestijnachtig gebied dat Desagües del río Salado heet.
Omdat de rivier voorbij Tinogasta geen zijrivieren van betekenis ontvangt, vermindert haar debiet gestadig door infiltratie en verdamping. Ze kan desondanks de weinige nederzettingen langsheen haar loop van voldoende water voorzien.
Het stroomgebied van de rivier is ongeveer zo groot als Zwitserland. De belangrijke weg Ruta Nacional 60, die Chili met Córdoba verbindt, volgt bijna de volledige loop van de rivier vanaf Fiambalá.